# 東三郷村
東三郷村（ひがしさんごうむら）は、かつて富山県中新川郡にあった村。

## 沿革
- 1889年（明治22年）
  - 4月1日 - 町村制の施行により、上新川郡高堂村、新堀村、金尾新村、八ツ屋村、上川原村、小島村、金尾村、二ツ屋村、池田館村、的場村、番頭名村、池田町村の区域の一部、石正村の区域の一部、西光寺村の区域の一部及び金広村の区域の一部の区域をもって、上新川郡東三郷村が発足する。
  - 6月25日 - 村役場が開庁[2]。
- 1896年（明治29年）3月29日 - 郡制の施行のため、上新川郡の区域から分立して、中新川郡が発足により、中新川郡に所属となる。
- 1926年（大正15年）12月10日 - 中新川郡東三郷村及び西三郷村が合併して、中新川郡三郷村が発足する。

## 歴代村長
出典→
1. 佐々木兵三郎（1889年5月15日 - ）
2. 佐々木兵三郎（1893年5月 - ）
3. 大橋敬（1894年1月 - ）
4. 佐々木義高（1896年10月 - ）
5. 牛丸喜作（1898年11月 - ）
6. 佐々木義高（1899年4月 - ）
7. 広瀬伝造（1900年4月 - 1900年12月21日退職）
8. 水野忠愛（1901年4月 - ）
9. 押田万之助（1903年8月 - ）
10. 大橋忠平（1905年5月 - ）
11. 大橋敬（1909年6月 - ）
12. （事務管掌、1912年2月 - ）
13. 大橋忠平（1913年1月 - ）
14. 佐々木義高（1917年2月 - ）
15. 大橋忠平（1921年4月 - ）
16. 佐々木義高（1925年4月 - 合併まで）